# Karl Ludwig von Woltmann
Karl Ludwig von Woltmann (født 9. februar 1770 i Oldenburg, død 19. juni 1817 i Prag) var en tysk historiker. Han var gift med Karoline von Woltmann og farfar til Alfred Woltmann.
Woltmann var 1795–97 ekstraordinær professor i filosofi i Jena, udgav 1800–05 i Berlin tidsskriftet Geschichte und Politik samt var 1805–06 diplomatiskt ombud i Berlin for kurærkekansleren samt byerne Bremen, Hamborg og Nürnberg. I 1805 blev han ophøjet i adeligt stand. Unden Napoleon I flygtede han først til Breslau og derefter, sommeren 1813, til Prag, hvor han tilbragte sine sidste år.
Af Woltmanns mange historiske arbejder må nævnes Geschichte des Westfälischen Friedens (2 bind, 1808–09). Anonymt udgav han den romantiserede samtidsskildring Die Memoiren des Freiherrn von S-a (3 bind, 1815–16). Hans Sämmtliche Werke udgavs posthumt af fruen (14 bind, 1818–27).